# Cis corioli
Cis corioli là một loài bọ cánh cứng trong họ Ciidae. Loài này được Peyerimhoff miêu tả khoa học năm 1915.